# Заушшя
Заушшя — історичний регіон, частина древлянських земель; землі, що за рікою Уша (сучасна р. Уж).

## Історія
Осередком овруцької околичної шляхти була Зауська волость. Її адміністративним центром від 1170 р. до ХІХ ст. був Овруцький замок. Землі, що за р. Уша (сучасна р. Уж), мали назву Заушшя, звідки й друга назва цієї соціальної верстви – зауська шляхта. Овруцькому замку в межах Зауської волості були підпорядковані тогочасні центри Житомирщини: Іскоростень, Олевськ, Лугини, Малин, Народичі .

### Відомі особистості
- Лазар (Баранович)
- Іван Виговський - український військовий, політичний і державний діяч, гетьман Війська Запорозького